# Coacervaat

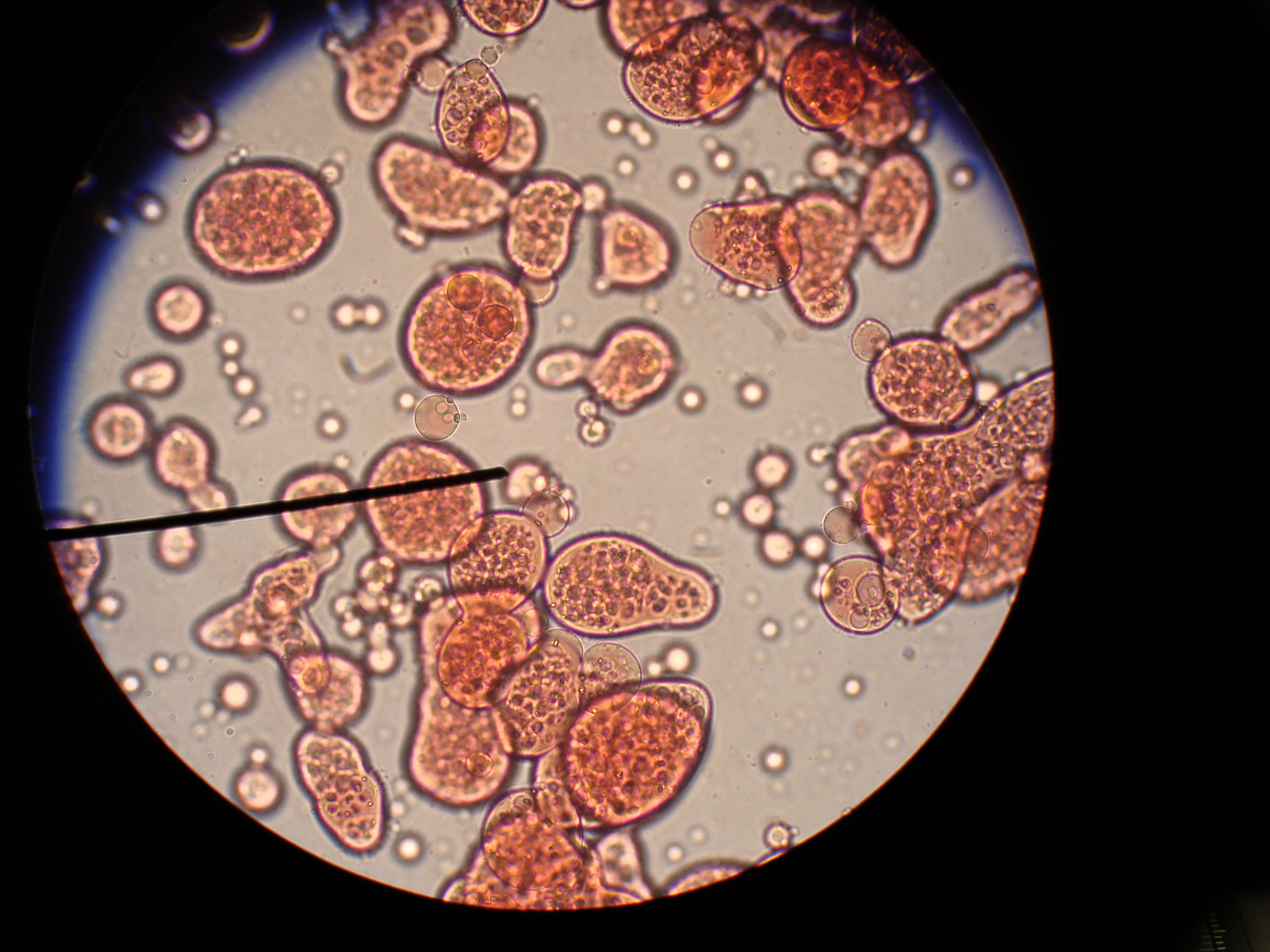
Microscopische opname van coacervaten

Een coacervaat is een druppelvormig, colloïdaal deeltje dat gevormd wordt uit een associatie van hydrofobe moleculen, zoals macro-ionen, polysachariden of polypeptiden, en vaak rijk is aan diverse organische verbindingen. Coacervaatdruppels bereiken een diameter van 1 tot 100 micrometer. Coacervatie is het verschijnsel waarin coacervaten gevormd worden. Wanneer coacervatie plaatsvindt, zullen twee vloeibare fasen naast elkaar bestaan: een dichte, polymeerrijke fase (coacervaatfase) en een zeer verdunde, polymeerarme fase (verdunde fase).  De naam "coacervaat" is afgeleid van het Latijnse coacervare, wat clusteren betekent.
Het proces van coacervatie werd door Aleksandr Oparin beschouwd als een cruciale stap in de oorsprong van het leven. Zijn theorie stelde dat stofwisseling voorafging aan replicatie van informatie. Hoewel het nog steeds onduidelijk is of metabolisme eerder ontstond dan moleculen die in staat zijn tot zelfreplicatie, was de coacervatiehypothese van Oparin en Haldane decennia lang de leidende hypothese voor de oorsprong van het leven.